# Bhilai
Bhilai of Bhilai Nagar is de derde stad van de deelstaat Chhattisgarh in India met 553.837 inwoners (volgens de volkstelling van 2001). Samen met onder andere de districtshoofdstad Durg vormt het een stedelijk gebied met 923.559 inwoners.
De stad ligt 22 kilometer ten westen van de staatshoofdstad Raipur aan de spoorweg van Haora naar Mumbai en aan een belangrijke snelweg. Bhilai staat bekend om haar staalfabriek, die een belangrijke pijler vormt van de lokale economie.